# Iffezheim

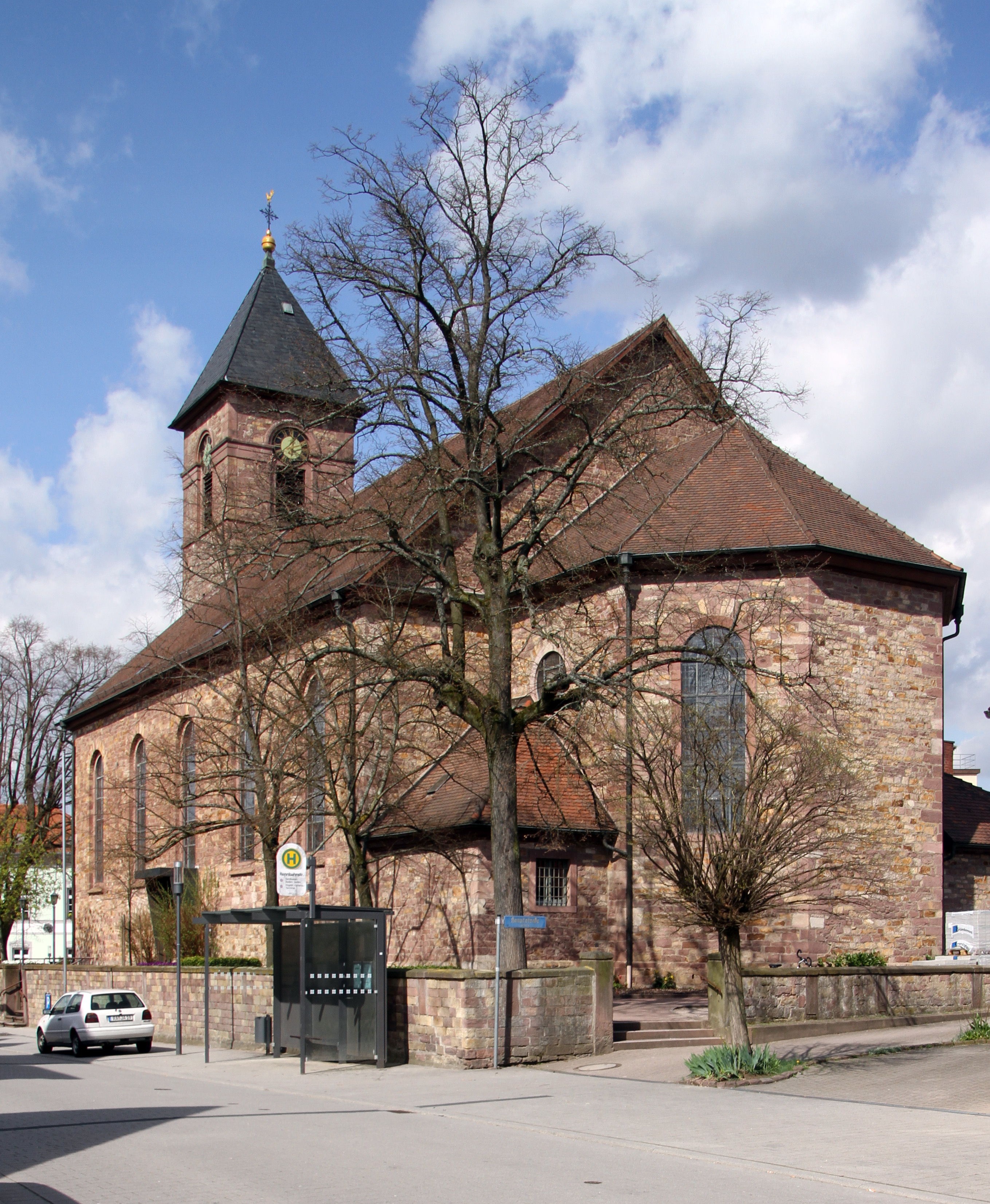

Iffezheim es un municipio alemán perteneciente al distrito de  Rastatt en el estado federado de Baden-Wurtemberg. El territorio municipal comprende 1.991,6 ha.

## Demografía
En 1990, la población estimada era de 4292. Para 2001, esta estimación ascendió a 4762 personas. Según el censo de 2011, tenía 4739 habitantes. 
La última estimación de 2021 resultó en 5216 residentes, de los cuales 2609 serían mujeres y 2607 hombres.

## Puntos de interés
- Hipódromo[4]